# Montigny-le-Chartif
Montigny-le-Chartif település Franciaországban, Eure-et-Loir megyében. Lakosainak száma 590 fő (2022. január 1.). Montigny-le-Chartif Happonvilliers, Thiron-Gardais, Vieuvicq, Mottereau és Frazé községekkel határos.

## Népesség
A település népességének változása:
| Lakosok száma | 542  | 498  | 462  | 527  | 652  | 648  | 615  | 599  | 597  | 590  |
|               | 1968 | 1982 | 1990 | 2006 | 2013 | 2015 | 2017 | 2019 | 2020 | 2022 |